# Elezioni parlamentari a Malta del 1953
Le elezioni parlamentari a Malta del 1953 si tennero il 12 e 14 dicembre e videro la vittoria del Partito Laburista.

## Risultati
| Liste                               | Voti    | %     | Seggi |
| ----------------------------------- | ------- | ----- | ----- |
| Partito Laburista                   | 52 771  | 44,55 | 19    |
| Partito Nazionalista                | 45 180  | 38,14 | 18    |
| Partito dei Lavoratori              | 14 000  | 11,82 | 3     |
| Partito Costituzionale Progressista | 5 117   | 4,32  | –     |
| Partito Costituzionale              | 1 385   | 1,17  | –     |
| Totale                              | 118 453 | 100   | 40    |